# Кантри Дик Монтана
Кантри Дик Монтана (англ. Country Dick Montana; полное имя Дэниел Маклейн, англ. Daniel McLain; 1955—1995) — музыкант, известный как солист группы Beat Farmers. Участвовал также в быстро распавшемся трио Pleasure Barons с Моджо Никсоном и Дэйвом Альвином.
В 1995 Монтана получил сердечный приступ и умер при исполнении песни «The Girl I Almost Married» во время выступления в Уистлере. Вскоре после этого группа распалась.
«The Ballad of Country Dick» была написана Моджо Никсоном после смерти Монтаны.
В 1996 вышел посмертный сольный альбом «The Devil Lied To Me».